# Nižní Lhoty

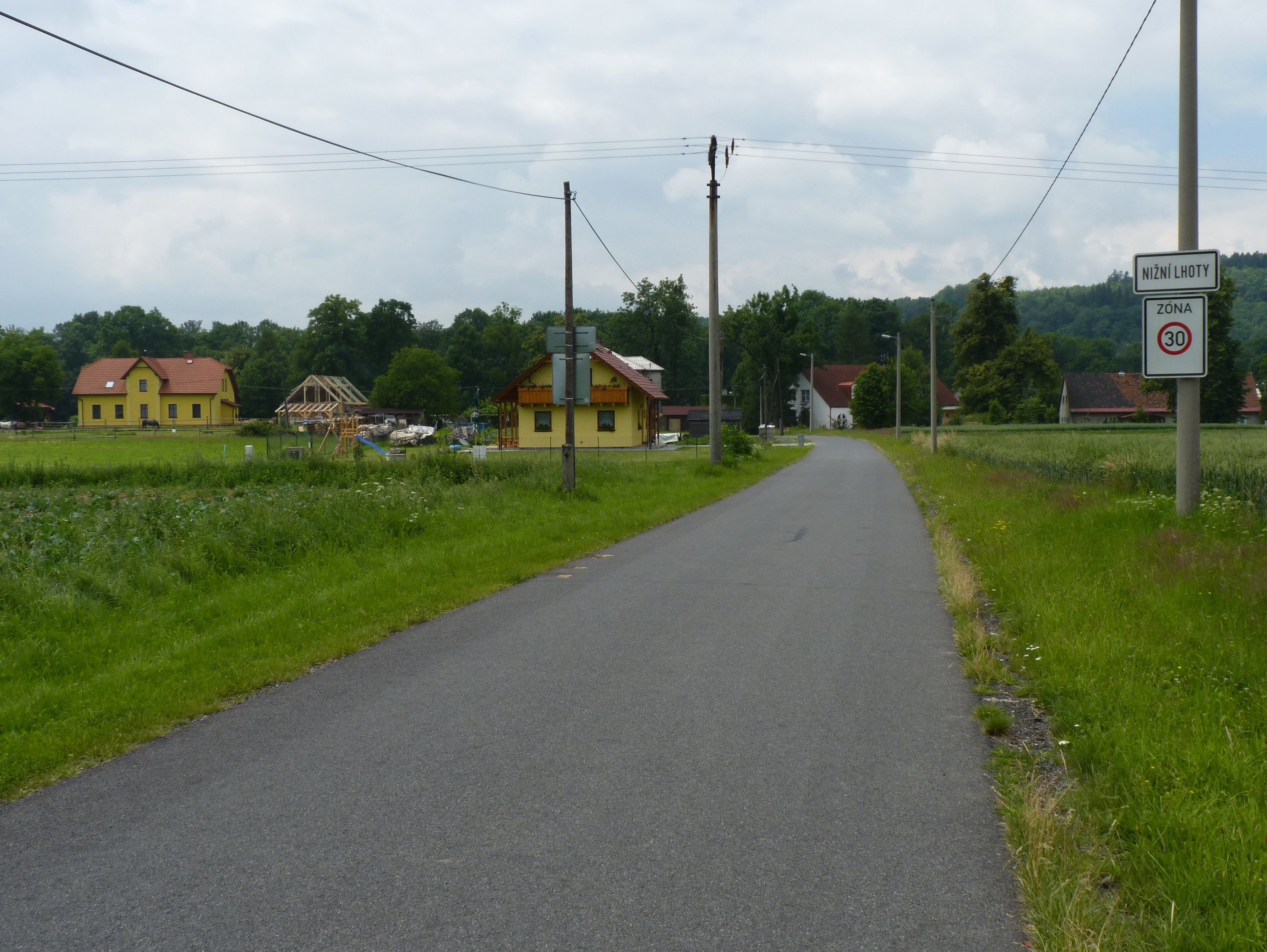
Nižní Lhoty (2011)

Nižní Lhoty (deutsch Unter Ellgoth) ist eine Gemeinde in Tschechien. Sie liegt acht Kilometer südöstlich von Frýdek-Místek und gehört zum Okres Frýdek-Místek.

## Geographie
Nižní Lhoty befindet sich am rechten Ufer der Morávka im Beskidenvorland. Nördlich des Dorfes liegt das Werksgelände der Hyundai Motor Manufacturing Czech. Östlich verläuft der zur Verstärkung des Zuflusses der Talsperre Žermanice angelegte Zuführungskanal Morávka-Žermanice, der Wasser von der Morávka in die Lučina leitet. Im Westen erheben sich die Hügel Vrchy (433 m) und Strážnice (438 m).
Nachbarorte sind Vojkovice im Norden, Bukovice im Nordosten, Amerika im Osten, Kamenité und Vyšní Lhoty im Südosten, Kamenec und Záhoří im Süden, Skalice im Westen sowie Na Kamenci und Nošovice im Nordwesten.

## Geschichte
Das Waldhufendorf entstand während der Kolonisation der Gegend am Übergang von 13. zum 14. Jahrhundert. Die erste urkundliche Erwähnung des nach seinem Lokator Rudger als Rudgerova Ves (Rudgersdorf) benannten Ortes erfolgte im Jahre 1305. Es wird angenommen, dass sich auch die Erwähnung eines Dorfes Rozkova Lhota aus dem Jahre 1450 auf diesen Ort bezieht.
Das ursprünglich den Teschener Herzögen gehörige Dorf gelangte an die Stadt Friedeck, die es 1434 zusammen mit umliegenden Dörfern an Ernst von Tworkau verpfändete. Dabei war erstmals von Nižní und Vyšní Lhoty die Rede. 1573 verkaufte Herzog Wenzel von Teschen das Dorf zusammen mit der ganzen Friedecker Herrschaft an die Brüder Georg und Matthias von Logau und trennte es damit endgültig vom Herzogtum ab. In der nachfolgenden Zeit wurde der Ort auch als Dolní Lhota bzw. Spodní Lhota bezeichnet. Zwischen 1607 und 1739 ist in den Grundbüchern ausschließlich der Name Nižní Lhoty zu finden.
Nach der Aufhebung der Patrimonialherrschaften bildete Unter Ellgoth ab 1850 eine Gemeinde im Bezirk Teschen. 1867 wurde im Dorf ein hölzerner Glockenturm errichtet. Seit dem Ende des 19. Jahrhunderts fand der tschechische Name Dolní Lhota Verwendung. 1870 eröffnete im Dorf eine Schule, bis dahin war Dobrá der Schulort gewesen. Ab 1908 gehörte der Ort zum Bezirk Friedeck. 1930 hatte das Dorf 457 Einwohner.
Nach dem Münchner Abkommen besetzten am 1. Oktober 1938 polnische Truppen einen Teil des Dorfes. Durch den Ort führte bis 1939 die tschechisch-polnische Grenze, die 25 Häuser nördlich des Račok-Baches wurden polnisch. Nach der deutschen Besetzung gehörte Unter Ellgoth vollständig zum Protektorat Böhmen und Mähren. Nach dem Zweiten Weltkrieg wurde Nižní Lhoty dem Okres Místek zugeordnet und kam nach dessen Auflösung 1961 als Ortsteil von Nošovice zum Okres Frýdek-Místek. Zwischen 1952 und 1955 wurde auf einer Anhöhe über dem Dorf ein Friedhof angelegt. Ab 1975 gehörte Nižní Lhoty unter der bezeichnung Dobrá 3 - Nižní Lhoty zur Gemeinde Dobrá. Seit 1990 besteht die Gemeinde Nižní Lhoty wieder.

## Gemeindegliederung
Für die Gemeinde Nižní Lhoty sind keine Ortsteile ausgewiesen. Zu Nižní Lhoty gehört die Ansiedlung Bukovice II (Bukowitz).

## Sehenswürdigkeiten
- Naturdenkmal Skalická Morávka
- Kapelle der Jungfrau Maria von Frýdek, geweiht 1946 an der Stelle des Glockenturmes
- kleine Kapelle an der Ortsgrenze mit Nošovice